# Gigantic (série télévisée)
Gigantic est une série télévisée américaine en 18 épisodes de 30 minutes créée par Ben et Debby Wolfinsohn et diffusée du 8 octobre 2010 au 22 avril 2011 sur le réseau TeenNick.
En préproduction depuis 2007 et initialement programmée pour une première saison de 13 épisodes, elle a ensuite été portée à 18 épisodes mais n'a pas été renouvelée à l'issue de la première saison.

## Synopsis
Anna Moore, 17 ans, et son frère Walt, 16 ans, sont les enfants de John et Jennifer Moore, deux célèbres acteurs de cinéma. La série expose le quotidien des enfants de célébrités d'Hollywood qui sont exposés aux médias et vivent dans l'ombre de leurs parents en essayant de trouver leur propre voie.

## Distribution

### Acteurs principaux
- Grace Gummer : Anna Moore
- Tony Oller : Walt Moore
- Ryan Rottman : Joey Colvin
- Jolene Purdy : Piper Katins
- Malcolm David Kelley : Finn Katins
- Gia Mantegna : Vanessa King

### Acteurs récurrents
- Emma Caulfield : Sasha
- Skyler Day : Maggie Ritter
- Greg Ellis : Ryan Katins
- Patrick Fabian : John Moore
- Bianca Collins : Lulu Khandan
- Helen Slater : Jennifer Moore
- Laurel Holloman : RaeAnne Colvin

## Épisodes
1. Pilot (8 octobre 2010, première partie)
2. Pilot (8 octobre 2010, deuxième partie)
3. Black and White and Red All Over (15 octobre 2010)
4. Cas' Girls Are Not So Easy (22 octobre 2010)
5. An Awesome Night of Awesomeness (29 octobre 2010)
6. Perfect Complications (29 octobre 2010)
7. All In (5 novembre 2010)
8. The Town of No (12 novembre 2010)
9. Dottie P. (19 novembre 2010)
10. Bye, Bye Baby (19 novembre 2010)
11. Zen and the Art of Getting Over It (11 mars 2011)
12. Carpe Diem (11 mars 2011)
13. Scramble (18 mars 2011)
14. Back to Normal (25 mars 2011)
15. The Hell Just Happened (1er avril 2011)
16. The Joy of Contrition (8 avril 2011)
17. Food Stylist Girl (15 avril 2011)
18. Things That Haven't Happened Yet (22 avril 2011)